# Mistrzostwa Europy w Lekkoatletyce 2022 – chód na 20 km mężczyzn
Chód na 20 kilometrów mężczyzn – jedna z konkurencji biegowych rozgrywanych podczas lekkoatletycznych mistrzostw Europy na dwukilometrowej pętli przebiegającej przez Ludwigstraße w Monachium.

## Terminarz
Źródło: european-athletics.com.
| Data        | Godzina |       |
| ----------- | ------- | ----- |
| 20 sierpnia | 8:30    | Finał |

## Rekordy
Tabela prezentuje rekord świata, rekord Europy, rekord mistrzostw Europy oraz najlepsze wyniki na listach światowych i eruopejskich w sezonie 2022 przed rozpoczęciem mistrzostw. Źródło: european-athletics.com, worldathletics.org.
|                          | Zawodnik                   | Wynik   | Miejsce   | Data                  |
| ------------------------ | -------------------------- | ------- | --------- | --------------------- |
| Rekord świata            | Yūsuke Suzuki              | 1:16:36 | Nomi      | 15 marca 2015(dts)    |
| Rekord Europy            | Yohann Diniz               | 1:17:02 | Arles     | 8 marca 2015(dts)     |
| Rekord mistrzostw Europy | Francisco Javier Fernández | 1:18:37 | Monachium | 6 sierpnia 2022(dts)  |
| Listy światowe           | Wasilij Mizinow            | 1:17,47 | Soczi     | 31 stycznia 2022(dts) |
| Listy europejskie        | Wasilij Mizinow            | 1:17,47 | Soczi     | 31 stycznia 2022(dts) |

## Rezultaty

### Finał
Źródło: european-athletics.com.
| Pozycja | Zawodnik             | Państwo         | Czas    | Uwagi     |
| ------- | -------------------- | --------------- | ------- | --------- |
| 01 !    | Álvaro Martín        | Hiszpania       | 1:19:11 | PB        |
| 02 !    | Perseus Karlström    | Szwecja         | 1:19:23 |           |
| 03 !    | Diego García Carrera | Hiszpania       | 1:19:45 | SB        |
| 4.      | Alberto Amezcua      | Hiszpania       | 1:20:00 |           |
| 5.      | Francesco Fortunato  | Włochy          | 1:20:06 | SB        |
| 6.      | Kévin Campion        | Francja         | 1:20:47 | PB        |
| 7.      | Salih Korkmaz        | Turcja          | 1:20:50 | PB        |
| 8.      | Massimo Stano        | Włochy          | 1:21:18 | PB        |
| 9.      | Leo Köpp             | Niemcy          | 1:21:36 | PB        |
| 10.     | Andrea Cosi          | Włochy          | 1:22:18 |           |
| 11.     | Iván López           | Hiszpania       | 1:22:55 |           |
| 12.     | Marius Žiūkas        | Litwa           | 1:24:58 | SB        |
| 13.     | Joni Hava            | Finlandia       | 1:25:32 |           |
| 14.     | Dominik Černý        | Słowacja        | 1:25:38 |           |
| 15.     | Wiktor Szumik        | Ukraina         | 1:25:51 | SB        |
| 16.     | Arturas Mastianica   | Litwa           | 1:25:54 | PB        |
| 17.     | Jerry Jokinen        | Finlandia       | 1:26:11 | PB        |
| 18.     | Iwan Łosew           | Ukraina         | 1:27:10 | SB        |
| 19.     | Gabriel Bordier      | Francja         | 1:28:11 |           |
| 20.     | Karl Junghannß       | Niemcy          | 1:28:21 |           |
| 21.     | Hélder Santos        | Portugalia      | 1:28:43 |           |
| 22.     | Serhij Switłycznyj   | Ukraina         | 1:28:51 | SB        |
| 23.     | Raivo Saulgriezis    | Łotwa           | 1:29:24 |           |
| 24.     | Jaakko Määttänen     | Finlandia       | 1:29:38 |           |
| 25.     | Paulo Martins        | Portugalia      | 1:31:09 |           |
| –       | Abdulselam İmük      | Turcja          | DNF     |           |
| –       | Nils Brembach        | Niemcy          | DSQ     | TR 54.7.5 |
| –       | Şahin Şenoduncu      | Turcja          | DSQ     | TR 54.7.5 |
| –       | Callum Wilkinson     | Wielka Brytania | DSQ     | TR 54.7.5 |
| –       | João Vieira          | Portugalia      | DNS     |           |